# Collegio di Manchester Gorton
Manchester Gorton è stato un collegio elettorale situato nella Grande Manchester, nel Nord Ovest dell'Inghilterra, e rappresentato alla Camera dei comuni del Parlamento del Regno Unito. Eleggeva un membro del parlamento con il sistema first-past-the-post, ossia maggioritario a turno unico; il collegio è stato abolito con la revisione del 2024, e la sua area è stata divisa tra i collegi di Manchester Rusholme e Gorton and Denton.

## Estensione

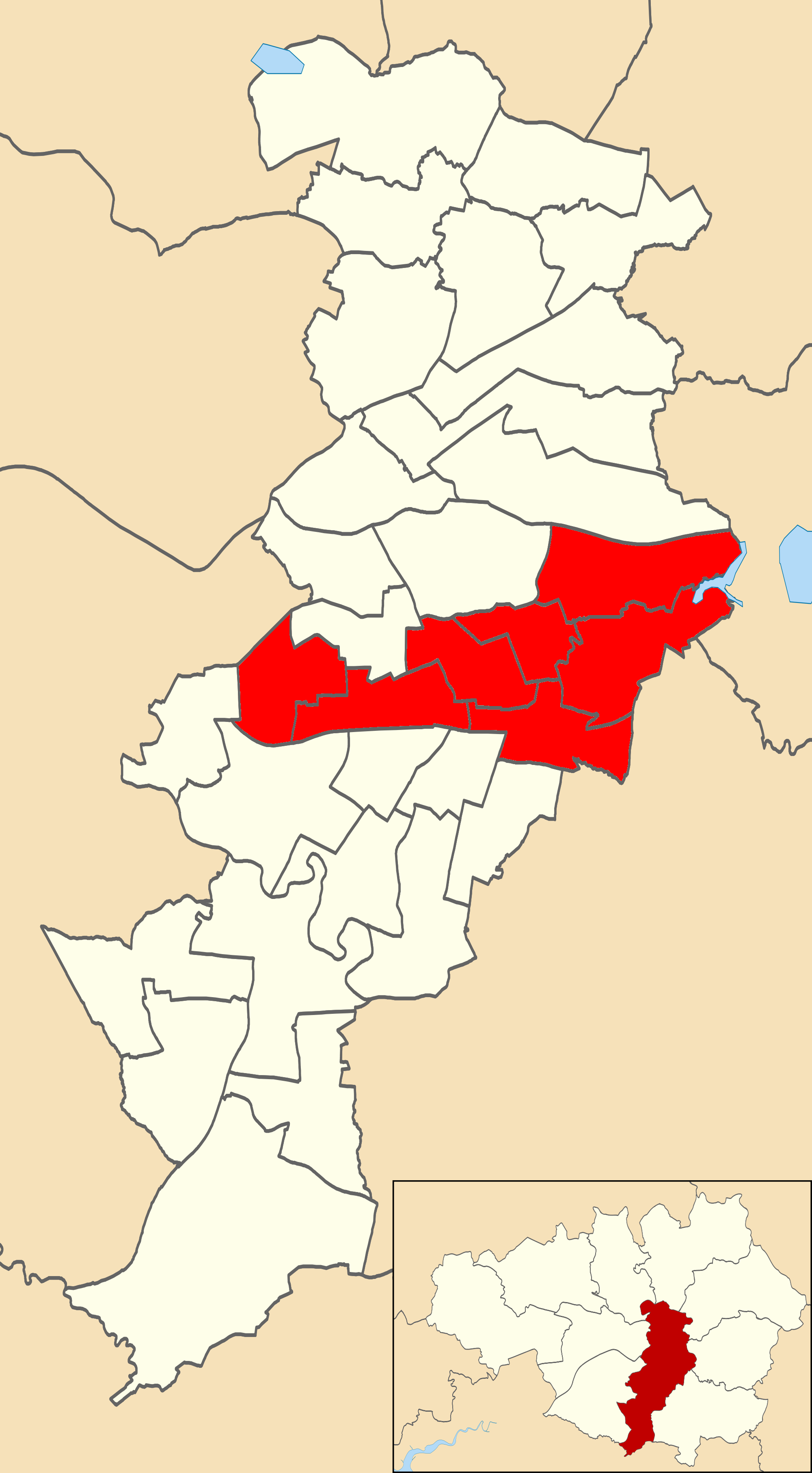
I ward di Manchester Gorton

A seguito della quinta revisione periodica dei collegi di Westminster, il collegio dal 2010 comprendeva i ward di Fallowfield, Gorton North, Gorton South, Levenshulme, Longsight, Rusholme e Whalley Range.

## Membri del parlamento
| Elezione | Elezione              | Deputato         | Partito      |
| -------- | --------------------- | ---------------- | ------------ |
|          | 1885                  | Richard Peacock  | Liberale     |
| 1899 (S) | William Mather        |                  | Liberale     |
|          | 1895                  | Ernest Hatch     | Conservatore |
|          | 1905                  | Ernest Hatch     | Liberale     |
|          | 1906                  | John Hodge       | Laburista    |
| 1923     | Joseph Compton        |                  | Laburista    |
|          | 1931                  | Eric Bailey      | Conservatore |
|          | 1935                  | Joseph Compton   | Laburista    |
| 1937 (S) | William Wedgwood Benn |                  | Laburista    |
| 1942 (S) | William Oldfield      |                  | Laburista    |
| 1955     | Konni Zilliacus       |                  | Laburista    |
| 1967 (S) | Kenneth Marks         |                  | Laburista    |
| 1983     | Gerald Kaufman        |                  | Laburista    |
| 2017     | Afzal Khan            |                  | Laburista    |
|          | 2024                  | Collegio abolito |              |

## Elezioni

### Elezioni negli anni 2010
| Partito                    | Partito                                | Candidato                  | Risultati 12 dicembre 2019 | Risultati 12 dicembre 2019 |
| Partito                    | Partito                                | Candidato                  | Voti                       | %                          |
| -------------------------- | -------------------------------------- | -------------------------- | -------------------------- | -------------------------- |
|                            | Laburista                              | Afzal Khan                 | 34 583                     | 77,64                      |
|                            | Conservatore                           | Sebastian Lowe             | 4 244                      | 9,53                       |
|                            | Lib Dem                                | Jackie Pearcey             | 2 448                      | 5,50                       |
|                            | Verdi                                  | Eliza Tyrrell              | 1 697                      | 3,81                       |
|                            | Brexit                                 | Lesley Kaya                | 1 573                      | 3,53                       |
|                            |                                        |                            |                            |                            |
| Iscritti                   | Iscritti                               | Iscritti                   | 76 419                     | 100,00                     |
| ↳ Votanti (% su iscritti)  | ↳ Votanti (% su iscritti)              | ↳ Votanti (% su iscritti)  | 44 692                     | 58,48                      |
| ↳ Astenuti (% su iscritti) | ↳ Astenuti (% su iscritti)             | ↳ Astenuti (% su iscritti) | 31 727                     | 41,52                      |
|                            |                                        |                            |                            |                            |
|                            | Esito: collegio confermato a Laburista |                            |                            |                            |

| Partito                    | Partito                                | Candidato                  | Risultati 8 giugno 2017 | Risultati 8 giugno 2017 |
| Partito                    | Partito                                | Candidato                  | Voti                    | %                       |
| -------------------------- | -------------------------------------- | -------------------------- | ----------------------- | ----------------------- |
|                            | Laburista                              | Afzal Khan                 | 35 085                  | 76,35                   |
|                            | Conservatore                           | Shaden Jaradat             | 3 355                   | 7,30                    |
|                            | Indipendente                           | George Galloway            | 2 615                   | 5,69                    |
|                            | Lib Dem                                | Jackie Pearcey             | 2 597                   | 5,65                    |
|                            | Verdi                                  | Jess Mayo                  | 1 038                   | 2,26                    |
|                            | UKIP                                   | Phil Eckersley             | 952                     | 2,07                    |
|                            | Popoli Cristiani                       | Kemi Abidogun              | 233                     | 0,51                    |
|                            | Indipendente                           | David Hopkins              | 51                      | 0,11                    |
|                            | Lega Comunista                         | Peter Clifford             | 27                      | 0,06                    |
|                            |                                        |                            |                         |                         |
| Iscritti                   | Iscritti                               | Iscritti                   | 75 332                  | 100,00                  |
| ↳ Votanti (% su iscritti)  | ↳ Votanti (% su iscritti)              | ↳ Votanti (% su iscritti)  | 45 953                  | 61,00                   |
| ↳ Astenuti (% su iscritti) | ↳ Astenuti (% su iscritti)             | ↳ Astenuti (% su iscritti) | 29 379                  | 39,00                   |
|                            |                                        |                            |                         |                         |
|                            | Esito: collegio confermato a Laburista |                            |                         |                         |

| Partito                    | Partito                                | Candidato                  | Risultati 7 maggio 2015 | Risultati 7 maggio 2015 |
| Partito                    | Partito                                | Candidato                  | Voti                    | %                       |
| -------------------------- | -------------------------------------- | -------------------------- | ----------------------- | ----------------------- |
|                            | Laburista                              | Gerald Kaufman             | 28 187                  | 67,08                   |
|                            | Verdi                                  | Laura Bannister            | 4 108                   | 9,78                    |
|                            | Conservatore                           | Mohammed Afzal             | 4 063                   | 9,67                    |
|                            | UKIP                                   | Phil Eckersley             | 3 434                   | 8,17                    |
|                            | Lib Dem                                | Dave Page                  | 1 782                   | 4,24                    |
|                            | TUSC                                   | Simon Hickman              | 264                     | 0,63                    |
|                            | Pirata                                 | Cris Chesha                | 181                     | 0,43                    |
|                            |                                        |                            |                         |                         |
| Iscritti                   | Iscritti                               | Iscritti                   | 72 979                  | 100,00                  |
| ↳ Votanti (% su iscritti)  | ↳ Votanti (% su iscritti)              | ↳ Votanti (% su iscritti)  | 42 019                  | 57,58                   |
| ↳ Astenuti (% su iscritti) | ↳ Astenuti (% su iscritti)             | ↳ Astenuti (% su iscritti) | 30 960                  | 42,42                   |
|                            |                                        |                            |                         |                         |
|                            | Esito: collegio confermato a Laburista |                            |                         |                         |

| Partito                    | Partito                                | Candidato                  | Risultati 6 maggio 2010 | Risultati 6 maggio 2010 |
| Partito                    | Partito                                | Candidato                  | Voti                    | %                       |
| -------------------------- | -------------------------------------- | -------------------------- | ----------------------- | ----------------------- |
|                            | Laburista                              | Gerald Kaufman             | 19 211                  | 50,13                   |
|                            | Lib Dem                                | Qassim Afzal               | 12 508                  | 32,64                   |
|                            | Conservatore                           | Caroline Healy             | 4 224                   | 11,02                   |
|                            | Verdi                                  | Justine Hall               | 1 048                   | 2,73                    |
|                            | Respect                                | Mohammed Zulfikar          | 507                     | 1,32                    |
|                            | TUSC                                   | Karen Reissman             | 337                     | 0,88                    |
|                            | Cristiano                              | Peter Harrison             | 254                     | 0,66                    |
|                            | Pirata                                 | Tim Dobson                 | 236                     | 0,62                    |
|                            |                                        |                            |                         |                         |
| Iscritti                   | Iscritti                               | Iscritti                   | 75 891                  | 100,00                  |
| ↳ Votanti (% su iscritti)  | ↳ Votanti (% su iscritti)              | ↳ Votanti (% su iscritti)  | 38 325                  | 50,50                   |
| ↳ Astenuti (% su iscritti) | ↳ Astenuti (% su iscritti)             | ↳ Astenuti (% su iscritti) | 37 566                  | 49,50                   |
|                            |                                        |                            |                         |                         |
|                            | Esito: collegio confermato a Laburista |                            |                         |                         |

### Elezioni negli anni 2000
| Partito                    | Partito                                | Candidato                  | Risultati 5 maggio 2005 | Risultati 5 maggio 2005 |
| Partito                    | Partito                                | Candidato                  | Voti                    | %                       |
| -------------------------- | -------------------------------------- | -------------------------- | ----------------------- | ----------------------- |
|                            | Laburista                              | Gerald Kaufman             | 15 480                  | 53,15                   |
|                            | Lib Dem                                | Qassim Afzal               | 9 672                   | 33,21                   |
|                            | Conservatore                           | Amanda Byrne               | 2 848                   | 9,78                    |
|                            | UKIP                                   | Gregg Beaman               | 783                     | 2,69                    |
|                            | Rivoluzionario dei Lavoratori          | Dan Waller                 | 181                     | 0,62                    |
|                            | Resolutionist Party                    | Matthew Kay                | 159                     | 0,55                    |
|                            |                                        |                            |                         |                         |
| Iscritti                   | Iscritti                               | Iscritti                   | 64 717                  | 100,00                  |
| ↳ Votanti (% su iscritti)  | ↳ Votanti (% su iscritti)              | ↳ Votanti (% su iscritti)  | 29 123                  | 45,00                   |
| ↳ Astenuti (% su iscritti) | ↳ Astenuti (% su iscritti)             | ↳ Astenuti (% su iscritti) | 35 594                  | 55,00                   |
|                            |                                        |                            |                         |                         |
|                            | Esito: collegio confermato a Laburista |                            |                         |                         |

| Partito                    | Partito                                | Candidato                  | Risultati 7 giugno 2001 | Risultati 7 giugno 2001 |
| Partito                    | Partito                                | Candidato                  | Voti                    | %                       |
| -------------------------- | -------------------------------------- | -------------------------- | ----------------------- | ----------------------- |
|                            | Laburista                              | Gerald Kaufman             | 17 099                  | 62,80                   |
|                            | Lib Dem                                | Jacqueline M. Pearcey      | 5 795                   | 21,28                   |
|                            | Conservatore                           | Christopher Causer         | 2 705                   | 9,93                    |
|                            | Verdi                                  | Bruce Bingham              | 835                     | 3,07                    |
|                            | UKIP                                   | Rashid Bhatti              | 462                     | 1,70                    |
|                            | Laburista Socialista                   | Kirsty Muir                | 333                     | 1,22                    |
|                            |                                        |                            |                         |                         |
| Iscritti                   | Iscritti                               | Iscritti                   | 63 768                  | 100,00                  |
| ↳ Votanti (% su iscritti)  | ↳ Votanti (% su iscritti)              | ↳ Votanti (% su iscritti)  | 27 229                  | 42,70                   |
| ↳ Astenuti (% su iscritti) | ↳ Astenuti (% su iscritti)             | ↳ Astenuti (% su iscritti) | 36 539                  | 57,30                   |
|                            |                                        |                            |                         |                         |
|                            | Esito: collegio confermato a Laburista |                            |                         |                         |

## Risultati dei referendum

### Referendum sulla permanenza del Regno Unito nell'Unione europea del 2016
|             | Collegio          | Lasciare UE % | Rimanere in UE % |
| ----------- | ----------------- | ------------- | ---------------- |
|             | Manchester Gorton | 37,9%         | 62,1%            |
|             | Inghilterra       | 53,3%         | 46,7%            |
| Regno Unito | 51,9%             | 48,1%         |                  |